# آلتویرترهیده
التویرترهید (به هلندی: Altweerterheide) یک روستا در هلند است که در Weert واقع شده‌است.

## خصوصیات
التویرترهید ۱٬۱۰۰ نفر جمعیت دارد.